# Copablepharon gillaspyi
Copablepharon gillaspyi är en fjärilsart som beskrevs av Blanchard 1976. Copablepharon gillaspyi ingår i släktet Copablepharon och familjen nattflyn. Inga underarter finns listade i Catalogue of Life.